# Акопян, Геворг Аракелович
Геворг Аракелович Акопян (арм. Գեվորգ  Հակոբյան; род. 2 ноября 1954 г., село Мухан, Нор-Баязетский район, Армянская ССР) — депутат Национального собрания Армении, предприниматель.

## Биография
- 1985 г. — окончил Ленинградский институт советской торговли. Экономист.
- 1973—1975 гг. — служил в Советской армии.
- 1976—1990 гг. — заведующий элеватором Ереванского завода комбикормов.
- 1990—1997 гг. — заместитель генерального директора.
- С 1997 г. — председатель ОАО «Ереванский завод комбикормов».
- 15 октября 2000 г. — избран депутатом Национального собрания Армении от фракции «Единство». Член постоянной комиссии по государственно-правовым вопросам НС.
- 25 мая 2003 г. — избран депутатом Национального собрания Армении от Республиканской партии Армении. Член постоянной комиссии по финансово-кредитным, бюджетным и экономическим вопросам НС.